# Achille Baraguey d'Hilliers
Achille Baraguey d'Hilliers, född 6 september 1795 i Paris, död 6 juni 1878 i Amélie-les-Bains, var en fransk greve och militär, son till Louis Baraguey d'Hilliers.
Baraguey d'Hilliers blev officer vid kavalleriet 1812, överste 1830, divisionsgeneral 1843 och marskalk av Frankrike 1854. Han deltog i fälttågen 1812 och 1813-15, där han i slaget vid Leipzig förlorade sin vänstra hand, samt i expeditionen till Algeriet 1830. År 1833 blev Baraguey d'Hilliers chef för krigsskolan i Saint Cyr och 1843 guvernör i Constantine. Under Krimkriget 1854 erhöll han befälet över landstigningstrupperna på Östersjöflottan och erövrade Bomarsunds fästning. I 1859 års fälttåg förde han 1:a armékåren och utmärkte sig i slaget vid Solferino. Vid krigsutbrottet 1870 var han intill 12 augusti militärguvernör i Paris och utsågs efter kriget slut till president i undersökningskommissionen rörande nederlagen under kriget.